# Гидкі лебеді
«Гидкі лебеді» (рос. Гадкие лебеди) — повість братів Стругацьких. Написана у 1967 році, вперше опублікована у 1987 році. Пізніше стала частиною роману «Кульгава доля».
Події цієї книги відбуваються в маленькому безіменному містечку, в якому безперервно ллють дощі. На околиці, в резервації, яка називається лепрозорієм, живуть люди уражені якоюсь генетичною хворобою. Їх називають мокрецями. Цих людей ненавидять, бояться, і намагаються знищити, або хоча б відгородитися. Але з часом стає не зрозуміло, хто від кого намагається відгородитися насправді. Письменник Віктор Банев робить спробу знайти відповіді на ці питання.

## Сюжет
Головний герой — популярний письменник Віктор Банев, ветеран минулої війни, середніх років, любитель випити і погуляти. Він їде зі столиці, побоюючись можливих репресій після того, як нешанобливо вчинив на зустрічі з правителем — паном Президентом. Він приїжджає в провінційне місто, в якому провів своє дитинство, де живуть його колишня дружина Лола і їхня дочка-підліток Ірма, і де вже кілька років постійно йде дощ.
Письменник потрапляє в низку дивних подій, пов'язаних з «мокрецями» або «очкариками» — дивними прокаженими людьми, хворими якоюсь генетичною хворобою, яка проявляється у вигляді жовтих кіл навколо очей. Мокреці живуть в колишньому лепрозорії, доросле населення міста мокреців боїться, вважаючи їх причиною всіх бід в місті, але багато підлітків їх просто обожнюють, в тому числі і дочка Банев Ірма. Хлопчик Бол-Кунац, приятель Ірми, запрошує письменника зустрітися з учнями школи, які вражають його своїми поглядами і поведінкою.
Після зустрічі з дітьми, «вихованими» мокрецями, стає ясно, що хоч би які розвинені вони не були, їм зовсім чужі такі загальнолюдські поняття, як жалість і милосердя. «Нове» і «розумне» ще не означає «добре», тому Стругацькі не відповідають прямо на питання «хороші» чи «погані» мокреці в людському розумінні цього слова.
Банев живе то в готелі, в ресторані, де він п'є щовечора, то в санаторії, де працює медсестрою його подруга-коханка Діана, що співчуває мокрецям та дає їм ліки. Письменник постійно вагається у своєму ставленні до жителів лепрозорію, але навіть при наявності неприязні до них, свідомо чи мимоволі їм допомагає, оскільки протиборчі їм сили йому ще більш неприємні. Бургомістр ставить на мокреців капкани, а поліцмейстер постійно затримує вантажі з книгами, які йдуть у лепрозорій, бо вважає, що може таким чином ослабити мокреців. Банев допомагає Діані визволити мокреця з капкана, заступається за нього в ресторані, викрадає затриману поліцією вантажівку з книгами і доставляє її в лепрозорій. Він не може визначитись, бо розуміє, що мокреці зможуть створити більш розумне суспільство, ніж нинішнє, але в той же час воно буде абсолютно холодним та беземоційним механізмом. На довершення всього Банєв абсолютно не бачить себе в Новому світі. Опозиційний письменник хороший тим, що викриває недоліки правлячої еліти, проте які ж недоліки він буде викривати в новому, досконалому суспільстві?
Банєв обговорює мокреців в застільних бесідах з головлікарем лепрозорію Юлом Големом, художником Ремом Квадрігою і санітарним інспектором Павором Сумманом. Банєву не подобається ні місцевий бургомістр, ні військові, які охороняють мокреців. Голем, в одній з численних застільних бесід, передбачає (натякає?), що таке генетична хвороба мокреців. На його думку вони — представники майбутнього людства, новий генетичний вид людей, котрі інтелектуально і морально перевершують звичайних людей. Можливості їх великі, а майбутнє нинішнього людського виду — жахливе. І вони прийшли, щоб не допустити його. Можливо саме тому вони орієнтовані на дітей.
Події починають розвиватися драматично. Павор Сумман виявляється не санітарним інспектором, а співробітником якоїсь організації, найімовірніше таємної поліції, що збирає всілякі відомості про мешканців лепрозорію і про їх контактах з жителями міста. Банєв дізнається, що Сумман винен у викраденні мокреця, мимовільним свідком чого став він сам, і видає того людям, схожим на співробітників армійської контррозвідки. Суммана заарештовують прямо у нього в номері, і він зникає. Співробітники організації, яким Банєв доніс на санітарного інспектора, нагороджують його від імені Президента медаллю «Срібний Трилисник» 2-го ступеня і дають зрозуміти, що за скоєні ним благодіяння Президент милостиво погодився зняти з письменника опалу. Тепер Банєв може повертатися в столицю, нічого не боячись і не побоюючись. Але він залишається в рідному місті, спостерігаючи за подіями.
Всі діти в місті йдуть від батьків жити в лепрозорій. Мокреці починають евакуацію. Коли всі мокреці залишають місто, дощ припиняється. Мокрець Павло Зурзмансор (колишній чоловік Діани) прощається з Банєвим. Голем повідомляє Банєву, що мокреців більше немає, не буде і не було. Останнім їде Голем. Банєв і Діана повертаються в місто, яке зникає під променями сонця. Вони бачать Ірму і Бол-Кунаца дорослими і щасливими. Але Банев говорить про себе: «все це прекрасно, але тільки ось що — не забути б мені повернутися».

## Місце дії
В книзі не уточнюється місце та час дії, але викладена інформація свідчить про те, що події відбуваються у вигаданому світі чи паралельній реальності. Національний прапор країни — червоно-біле полотнище, грошова одиниця — крона, частина персонажів має східноєвропейські імена, інша — імена пов'язані з міфологією різних народів світу. В країні встановлено тоталітарний режим, який очолює «пан Президент». За пару десятків років до подій описаних в повісті країна пережила Велику війну, одним з наслідком якої і стало встановлення тоталітарного режиму.
Президент спирається на «Легіон Свободи», що складається з суспільно-активних, але не надто розумних хлопців, «грози лівих, правих і помірних». Ніякої виразної ідеології у них немає, важлива лише особиста відданість пану Президенту.
В місті весь час іде дощ, на вулицях дуже мало перехожих та автомобілів. Більшість будівель міста перебувають у занедбаному стані.

## Герої
Віктор Банєв — головний герой, популярний письменник, ветеран Великої війни. Є узагальненим образом мандрівного поета-барда.
Ірма — його дочка. Як і інші діти міста, зневажливо ставиться до своєї матері та інших дорослих, але довіряє мокрецям.
Мокреці — люди вражені певною генетичною хворобою, утримуються в лепрозорії на околиці, мають значно вищий інтелект, ніж у інших мешканців міста. Причини та наслідки хвороби нікому не відомі, проте серед мокреців є лише дорослі, а діти не заражаються, незважаючи на те, що постійно з ними спілкуються. В одному з інтерв'ю Борис Стругацький розповів, що мокреці — це посланці з пост-апокаліптичного майбутнього, які прийшли, щоб врятувати людство від хибного шляху розвитку. Коли в кінці повісті їм це вдається, то мокреці зникають.